# Vučjak (planina u sjevernoj Bosni)
Vučjak je niska planina u Bosni i Hercegovini.
Nalazi se u sjevernoj Bosni (Bosanska Posavina) između rijeka Save, Bosne i Ukrine, kod Modriče. Najviši vrh Vučjaka nalazi se na 368 (ili 367) metara nadmorske visine. Tipična je niska otočna planina poput Prosare i Motajice.